# Spezifische Blattfläche
Die spezifische Blattfläche (oder SLA von englisch specific leaf area) bezeichnet das Verhältnis von Blattfläche und Trockenmasse. Die Berechnung findet häufig Anwendung in der Beschreibung des Pflanzenwachstums (growth response) in Abhängigkeit von verschiedenen Behandlungen oder Szenarien.

## Definition
Die spezifische Blattfläche ist definiert als Quotient von Blattfläche und Trockenmasse: SLA = A / m.
Für die Berechnung der Blattfläche wird häufig das jüngste voll entwickelte Blatt verwendet und direkt nach der Ernte vermessen (z. B. einscannen). Die Trockenmasse wird am selben Blatt nach vollständiger Trocknung (65 °C) gemessen. Eine hohe spezifische Blattfläche bedeutet ein hohes Verhältnis von Feuchtigkeit in Relation zur Oberfläche, wie es bei wässrigen oder sehr dünnen Blättern beobachtet werden kann.
| Pflanze   | SLA (dm² / g) |
| --------- | ------------- |
| Gräser    | 1,4 – 5       |
| Laubbäume | 1,2 – 3       |
| Hartlaub  | 0,3 – 0,6     |

## Interpretation
Faktoren, welche die SLA positiv beeinflussen, sind hauptsächlich Temperatur, solare Einstrahlung und Stickstoffversorgung, welche meistens positiv korrelieren. Jedoch können beispielsweise erhöhte CO2-Konzentrationen durch den vermehrten Einbau von Kohlenhydraten im Blatt bei gleichbleibender Blattfläche zu einer Erniedrigung des SLA führen. Ebenso führt Trockenstress durch die Notwendigkeit einer verminderten Transpiration zu einer kleineren Blattfläche und somit zu einem geringeren SLA. Eine Ausnahme davon ist die Birke.
Bei manchen Arten wie beispielsweise der Pappel nimmt die spezifische Blattfläche während der Reife eines Blattes konstant zu und nimmt anschließend wieder ab.
Die spezifische Blattfläche ist abhängig von der Blattdicke und der Blattzusammensetzung und kann in vielen Situationen den Zusammenhang besser beschreiben, als es zum Beispiel die Trockenmasse alleine könnte.